# Santuario dei Santi Medici
Il santuario dei Santi Medici, già chiesa della Madonna di San Luca, è un luogo di culto cattolico di Ruvo di Puglia sito in via Le Monache.

## Storia
Il santuario dedicato ai santi Medici, Cosma e Damiano, trova posto in quella che è sempre stata la chiesa di Santa Maria di San Luca, originariamente di proprietà della famiglia Mazzacane, poi dei Caputi e fino al 1923 dei Testini quando la chiesa fu donata al capitolo Cattedrale. Tuttavia nel 1952 il vescovo Aurelio Marena, in virtù del sempre più fervente culto nei confronti dei santi Cosma e Damiano, fece restaurare la chiesa e insediare il gruppo in cartapesta raffigurante i Santi Medici dai quali il tempio da allora prese il nome.

## Descrizione
Il prospetto presenta un portale d'ingresso architravato e sovrastato da un timpano su cui poggia una finestra delimitata dalle paraste. La facciata rettangolare culmina con un timpano più grande.
All'interno della chiesa è conservato, oltre al gruppo scultoreo già citato dei Santi Medici, un busto di Fabrizio Caputi e un mausoleo lapideo delle famiglie Mazzacane e Caputi. Nell'unica navata sono inoltre affisse due tele raffiguranti la Madonna del Rosario, il Sacro Cuore di Gesù, sant'Antonio da Padova e san Giuseppe dell'artista Giuseppina Pansini. In due teche sono invece custodite tre piccole statue in cartapesta raffiguranti santa Rita da Cascia, Gesù al Calvario e il Santissimo Salvatore, ispirato all'immagine miracolosa di Andria.